# Драгулеску, Марьян
Марьян Драгуле́ску, или Марьян Дрэгулеску (рум. Marian Drăgulescu, родился 18 декабря 1980 в Бухаресте), — румынский гимнаст, самый титулованный румынский гимнаст за всю историю мужской румынской спортивной гимнастике, восьмикратный чемпион мира и десятикратный чемпион Европы. Основная специализация опорный прыжок и вольные упражнения. Трёхкратный призёр олимпийских игр.

## Биография
Дебют Драгулеску за взрослую сборную состоялся на чемпионате мира 1999 года, где он занял четвёртое место на опорном прыжке, восьмое на перекладине и 26 в многоборье. На своём первом чемпионате Европы в 2000 году Мариан собрал полный комплект медалей, завоевав бронзу в многоборье, золото на вольных упражнениях и серебро на опорном прыжке.
В 2000 году награждена медалью ордена «За заслуги» II степени.
На Олимпиаде 2000 года в Сиднее выступил скромно: 13 место в многоборье и шестое на вольных упражнениях. На чемпионате мира 2001 выиграл финалы на своих лучших снарядах - прыжке и вольных упраднениях. Чемпионат Европы 2002 завершил с двумя золотыми медалями: командное первенство и прыжок, и одной бронзовой за вольные упражнения. Стал чемпионом мира 2002 на вольных упражнениях. Во время чемпионата мира 2003, где стал вторым на опорном прыжке, получил награду "Лучший гимнаст 2002". Чемпионат Европы 2004 получился успешным для Мариана - 4 золотые медали: в командном и личном многоборье, и на своих коронных снарядах - вольных и прыжке.
На Олимпийских играх 2004 помог добыть своей команде бронзовую медаль в командном зачете, несмотря на ошибку на перекладине. Выиграл серебряную медаль в вольных упражнениях после повторных исполнений упражнений для определения золотого медалиста (которым стал Кайл Шевфелт). В опорном прыжке он исполнил прыжок, который носит его имя (двойное сальто с полуоборотом) и получил 9,9 баллов, наивысший результат на Чемпионатах мира и Олимпийских играх с 1995 года. Несмотря на падение, Драгулеску все же был награждён бронзовой медалью. Расхождение в оценках между судьями оказалось больше, чем это разрешено по правилам. Канадская федерация подала протест, но он остался безрезультатным. В следующем году вовлечённые в инцидент арбитры были отстранены.
После чемпионата Европы 2005, где Драгулеску выиграл вольные упражнения, заявил об завершении спортивной карьеры ,но потом вернулся и выиграл золото в опорном прыжке на чемпионате мира в Мельбурне 2005 года и позже в Орхусе в 2006 году, также победив в вольных упражнениях. Ещё в 2006 на чемпионате Европы завоевал 2 серебра: командное первенство и вольные упражнения, и золото на прыжке. Он больше не выступал в многоборье, а сосредоточился на двух снарядах (вольные упражнения и опорный прыжок).
В конце августа 2010 года Международная федерация гимнастики (FIG) вынесла Драгулеску строгое предупреждение за нарушение антидопинговых правил. Румынский атлет несколько раз нарушал предписания WADA, в частности, он не предоставлял сведения о своем местонахождении во внесоревновательный период, когда возобновил карьеру перед прошлогодним первенством планеты  в Лондоне. Также Драгулеску не смог дать внятных объяснений относительно своего отсутствия во время визитов к нему бригады по забору анализов. В случае, если спортсмен совершит ещё одно подобное нарушение,  он будет отстранен от  спорта на срок от  года до двух лет. Отдельной критике подверглись действия Румынской федерации гимнастики, которая допускала подобные вольности со стороны Драгулеску.
В 2009 году награждён орденом Спортивных заслуг I степени, а в 2017 году — офицерским крестом ордена «За верную службу».
В 2017 году удостоен звания почётного гражданина Бухареста.